# Грейстоунс
Грейстоунс (на английски: Greystones; на ирландски: Na Clocha Liatha) е град в югоизточната част на Ирландия, графство Уиклоу на провинция Ленстър. Разположен е на брега на Ирландско море на около 30 km южно от столицата Дъблин. Първите сведения за града датират от 18 век. Той е третият по големина град в графството след Брей и Арклоу. Има жп гара по крайбрежната жп линия от Дъблин до Корк, която е открита на 30 октомври 1855 г. Населението му е 10 112 жители от преброяването през 2006 г. 
1. ↑  beyond2020.cso.ie